# جوزيف أنتوني أوسوليفان
جوزيف أنتوني أوسوليفان هو قسيس كندي، ولد في 29 نوفمبر 1886، وتوفي في 6 يونيو 1972.